# Nokia Asha
Nokia Asha è stata una gamma di feature phone prodotti da Nokia.
Presentata il 26 ottobre 2011 insieme alla serie Lumia, è stata dismessa dopo l'accordo con Microsoft.

## Modelli
| Modello        | Schermo             | Distribuito | Sistema operativo            | Forma    | Fotocamera     | Batteria | Wi-Fi | Rete |
| -------------- | ------------------- | ----------- | ---------------------------- | -------- | -------------- | -------- | ----- | ---- |
| Nokia Asha 200 | 2,4", 320×240 pixel | 2012 Q1     | S40 Asha                     | Candybar | 2 MP           | 1430 mAh | /     | 2G   |
| Nokia Asha 201 | 2,4", 320×240 pixel | 2012 Q1     | S40 Asha                     | Candybar | 2 MP           | 1430 mAh | no    | 2G   |
| Nokia Asha 202 | 2,4", 320×240 pixel | 2012 Q2     | S40 Asha                     | Candybar | 2 MP (f/2.4)   | 1020 mAh | /     | 2G   |
| Nokia Asha 203 | 2,4", 320×240 pixel | 2012 Q2     | S40 Asha                     | Candybar | 2 MP (f/2.4)   | 1020 mAh | /     | 2G   |
| Nokia Asha 205 | 2,4", 320×240 pixel | 2012 Q4     | S40 Asha                     | Candybar | 2 MP (f/2.8)   | 1200 mAh | /     | 2G   |
| Nokia Asha 206 | 2,4", 320×240 pixel | 2012 Q4     | S40 Asha                     | Candybar | 1.3 MP (f/2.8) | 1110 mAh | no    | 2G   |
| Nokia Asha 210 | 2,4", 320×240 pixel | 2012 Q4     | S40 Asha                     | Candybar | 2 MP (f/2.8)   | 1200 mAh | sì    | 2G   |
| Nokia Asha 230 | 2,8", 320×240 pixel | 2014 Q1     | Asha Platform 1.4 Asha Touch | Slate    | 1.3 MP (f/2.8) | 1020 mAh | sì    | 2G   |
| Nokia Asha 300 | 2,4", 320×240 pixel | 2011 Q4     | S40 Asha                     | Candybar | 5 MP (f/2.4)   | 1110 mAh | /     | 3G   |
| Nokia Asha 302 | 2,4", 320×240 pixel | 2012 Q1     | S40 Asha                     | Candybar | 3.2 MP         | 1430 mAh | sì    | 3G   |
| Nokia Asha 303 | 2,6", 320×240 pixel | 2012 Q1     | S40 Asha                     | Candybar | 3.2 MP         | //       | no    | 3G   |
| Nokia Asha 305 | 3", 400×320 pixel   | 2012 Q3     | S40 Asha Touch               | Slate    | 2 MP (f/2.8)   | 1110 mAh | /     | 2G   |
| Nokia Asha 306 | 3", 400×320 pixel   | 2012 Q3     | S40 Asha Touch               | Slate    | 2 MP (f/2.8)   | 1110 mAh | sì    | 2G   |
| Nokia Asha 308 | 3", 400×320 pixel   | 2012 Q4     | S40 Asha Touch               | Slate    | 2 MP (f/2.8)   | 1110 mAh | /     | 2G   |
| Nokia Asha 309 | 3", 400×320 pixel   | 2012 Q4     | S40 Asha Touch               | Slate    | 2 MP (f/2.8)   | 1110 mAh | sì    | 2G   |
| Nokia Asha 310 | 3", 400×320 pixel   | 2012 Q4     | S40 Asha Touch               | Slate    | 3.2 MP (f/2.4) | 1110 mAh | sì    | 2G   |
| Nokia Asha 311 | 3", 400×320 pixel   | 2012 Q3     | S40 Asha Touch               | Slate    | 3.2 MP (f/2.4) | 1110 mAh | sì    | 3G   |
| Nokia Asha 501 | 3", 320×240 pixel   | 2013 Q3     | Asha Platform 1.0 Asha Touch | Slate    | 3.2 MP (f/2.8) | 1200 mAh | sì    | 2G   |
| Nokia Asha 503 | 3", 320×240 pixel   | 2013 Q4     | Asha Platform 1.2 Asha Touch | Slate    | 5 MP (f/2.4)   | 1200 mAh | sì    | 3G   |